# René Dubé
René Dubé est un homme politique québécois. Il est maire de Matagami depuis 2005. Depuis 2014, il siège au Gouvernement régional d'Eeyou Istchee Baie-James, seul gouvernement régional au Québec.

## Biographie
Originaire de Rouyn-Noranda, René Dubé emménage à Matagami en 1990.  

## Carrière politique

### Politique municipale
René Dubé se fait élire pour la première fois au conseil municipal de Matagami comme conseiller en 1993,. Il se présente à la mairie aux élections municipales de 2005, après trois mandats comme conseiller.  
En 2009, il est réélu maire de Matagami avec 78,5% des voix. Il conserve son poste de maire, auquel il est élu sans opposition, aux élections municipales de 2013 et 2017. En août 2021, il annonce qu’il se présente à nouveau au poste de maire de Matagami. Il est réélu sans opposition pour un cinquième mandat.

### Politique régionale
À titre de maire de Matagami, il est membre du conseil d’administration de l’Administration régionale Baie-James (ARBJ). Il occupe le poste de président de l'organisation depuis 2017, après la démission du président et maire de Lebel-sur-Quévillon, Alain Poirier. René Dubé est membre de l'Assemblée des partenaires de la Société du Plan Nord, en raison de son rôle de président de l'ARBJ.  
Depuis 2014, René Dubé siège au Gouvernement régional Eeyou Istchee Baie-James (GREIBJ). Il s'agît du seul gouvernement régional au Québec. Le GREIBJ est composé de 11 représentants des communautés autochtones et 11 représentants des communautés allochtones de la région d'Eeyou-Istchee-Baie-James. Ce gouvernement exerce les compétences d'une municipalité, d'une municipalité régionale de comté, d'une conférence régionale des élus ainsi qu'en matières de gestion des ressources naturelles et du territoire. 31 781 personnes vivaient sur ce territoire en 2018.

## Reconnaissance
En 2019, sa carrière est politique est soulignée lors des 98e assises annuelles de l’Union des municipalités du Québec,. L'hommage lui est offert en raison de ses vingt ans et plus à un poste électif en politique municipale.